# Poederjongens
Poederjongens Kaulille, afgekort PJ Kaulille, is een Belgische krachtbalclub uit Kaulille (Bocholt) die bij de heren uitkomt in de RRL-competitie.
De club is gesticht in 1968 en heeft stamnummer 41.

## Palmares
- Heren
  - Bekerwinnaar: 1979 (lagere reeksen)
  - Kampioen provincie Limburg: 1973, 1974
  - Kampioen 3de afdeling: 1979,[2] 1980,[3] 1981,[4] 1982,[5] 1983,[6] 1985,[7] 1986,[8] 1987,[9] 1989,[10] 1990,[11] 1991,[12] 1992,[13] 1993,[14] 1995[15]
  - Kampioen RRL: 2017[16]